# Shimon Hayut
Shimon Yehuda Hayut (Bene Beraq, 27 de julho de 1990) é um criminoso (golpista) israelense que usava o nome Simon Leviev para enganar mulheres, principalmente na Escandinávia. Na Netflix, que lançou uma série sobre o vigarista, ele ficou conhecido como o Golpista do Tinder.
Já esteve preso na Finlândia e em Israel e tem mandado de prisão expedido na Noruega, Suécia e Reino Unido, reporta o canal especializado Operação Policial no episódio Caso Golpista do Tinder.

## Biografia
De família simples, sendo seu pai, Yohanan Hayut, um rabino, segundo o Operação Policial, Hayut já cometia pequenos crimes na adolescência, como roubos e falsificação de documentos. Aos 15 anos ele se mudou para o Brooklin, Estados Unidos, para morar com uma família conhecida da sua, mas meses depois a família o expulsou e o acusou de usar um cartão de crédito sem autorização.
Em 2011, foi acusado em Israel de diversos crimes após tentar descontar cheques roubados, mas não se apresentou no tribunal. Ele então fugiu para a Europa em 2011, usando um nome falso, quando, segundo informações, teve ajuda do pai.
No final de 2019, seu pai teve que depor na polícia por suspeita de usar a identidade falsa do filho para enganar filantropos e empresários em milhões de dólares.

## Os crimes
Na Europa, Shimon passou a enganar mulheres e foi preso pela primeira vez na Finlândia em 2015 por diversos crimes, inclusive fraude.
Nos últimos anos, Hayut  tinha passado a atrair suas vítimas em redes sociais, principalmente no aplicativo de namoro Tinder, se apresentando como herdeiro de Lev Leviev, um bilionário israelense do ramo do comércio de diamantes.
Após escolher sua vítima, ele marcava encontros e começava a se mostrar interessado e apaixonado. Pouco depois, após ter conquistado a confiança da mulher, ele passava a pedir dinheiro emprestado, relatando estar sendo perseguido por criminosos por causa dos negócios de sua família. Uma das mulheres teve um prejuízo de 200 mil dólares, segundo o Operação Policial. 
"Hayut encantava as mulheres com presentes luxuosos e as levava para jantares em jatos particulares usando dinheiro emprestado de outras mulheres que ele anteriormente enganou. Então, citando preocupações de segurança relacionadas à sua concorrência comercial, ele lhes pedia favores financeiros que prometia reembolsar", reportou o Times of Israel em outubro de 2019.
Ele também é acusado de uma fraude de 10 milhões de dólares num esquema de pirâmide.

## Condenações e prisões
Na Finlândia, primeiro país onde foi condenado e preso, cumpriu 2 anos e meio de prisão. De volta para Israel, fugiu do país novamente em 2017, após ser condenado por diversos crimes. Acabou preso na Grécia em julho de 2019, numa operação conjunta entre a Interpol e a Polícia de Israel. De volta a seu país natal, cumpriu 5 meses de 15, entre dezembro de 2019 e maio de 2020, quando foi solto devido à pandemia de covid-19, já que as autoridades carcerárias temiam um surto da doença nas prisões.
A Espanha emitiu um mandado de prisão contra o vigarista por uso de documento falso em abril de 2022, após reabrir um caso de cerca de três anos antes, quando Hayut se apresentou como um turista de nome Michael Bilton durante uma ocorrência de trânsito.

## Na Netflix
O caso do vigarista virou um documentário da Netflix em 2 de fevereiro de 2022, mas meses depois do lançamento o criminoso tentou se defender, dizendo que ele não era o Golpista do Tinder e que a história tinha sido inventada.
Segundo The Times of Israel, o o documentário alcançou topo da lista de visualizações semanais globais de streaming, tornando-se o primeiro documentário lançado pela Netflix a liderar o prestigioso ranking.

## Família Leviev
Os Leviev estão processando o criminoso por se apropriar de seu sobrenome e a família, informou o The Times of Israel em março de 2022. Na denúncia, os Leviev justificaram: "durante muito tempo ele apresentou uma falsa impressão de que é filho de Lev Leviev, recebendo múltiplos benefícios (incluindo materiais), tudo isso por meio de enganos e falsidades, dizendo ser membro da família Leviev, e dizendo que sua família (Leviev) pagaria e arcaria com os custos desses benefícios".